# یواس‌اس والور (ای‌ام-۴۷۲)
یواس‌اس والور (ای‌ام-۴۷۲) (به انگلیسی: USS Valor (AM-472)) یک کشتی بود که طول آن ۱۷۲ فوت (۵۲ متر) بود. این کشتی در سال ۱۹۵۳ ساخته شد.